# Iván Kaviedes
Jaime Iván Kaviedes Llorenty (Santo Domingo de los Tsáchilas, 24 ottobre 1977) è un ex calciatore ecuadoriano, attaccante.
Soprannominato “El Nine”, “El Flaco” (“Magro”, gergo utilizzato dai suoi concittadini in patria, per il suo fisico, durante la gioventù) oppure, ai tempi del Celta Vigo, anche El Inseminador, soprannome dato dai tifosi dato che fece molto parlare di se per le sue numerose avventure amorose con donne diverse nel periodo spagnolo.
Ha segnato in carriera 157 gol in 286 partite.
Nel 1998, Kaviedes divenne celebre per aver realizzato 43 reti durante una singola stagione con l'Emelec, conquistando così il titolo di capocannoniere mondiale, conferitogli dalla IFFHS (Federazione Internazionale di Storia e Statistica del Calcio). Questo lo ha reso l'unico calciatore ecuadoriano ad ottenere tale onorificenza, accostandosi a giocatori di fama come Zinedine Zidane e Ronaldo.

## Carriera

### Club
Dopo l'esperienza con l'Emelec, in patria, si trasferisce in Italia, al Perugia il 14 gennaio 1999. Nella stagione 1998-1999, in Serie A, disputa 14 partite e realizza 4 gol (contro l'Inter nella vittoria per 2-1 dei perugini, contro la Sampdoria nella vittoria per 2-0, contro la Juventus nella sconfitta per 2-1 e contro la Fiorentina nella sconfitta per 5-1).
Da allora Kaviedes ha girovagato per l'Europa e il Centro e il Sudamerica (Celta Vigo, Puebla, Real Valladolid, Porto, Barcelona SC, ancora Celta Vigo, Deportivo Quito, Crystal Palace), prima di passare all'Argentinos Juniors, in Argentina.
Dal 2006 ha fatto ritorno in patria nel Barcelona SC, continuando in seguito a cambiare squadra ad ogni stagione. Tra il gennaio 2013 e il gennaio 2014 e tra gennaio e giugno 2015 resta senza squadra.

### Nazionale
Con la nazionale ecuadoriana ha partecipato ai Mondiali 2002 e ai Mondiali 2006, dove ha segnato il gol del definitivo 3-0 contro la Costa Rica.
In quindici anni ha disputato 57 incontri, segnando 17 reti.

## Curiosità
- Quando giocava nel Perugia indossava la divisa della squadra con scritto "Nine" (9 in inglese) al posto del nome, era il soprannome con il quale era conosciuto in patria.
- Dopo un violento litigio con il suo compagno di squadra Zé Maria, Kaviedes fu costretto a lasciare il ritiro della squadra umbra prima di un match di campionato, e per ripicca fece una vacanza in Sudamerica, tornando ad allenarsi solamente dopo 2 settimane.
- Memorabile il festeggiamento, durante una partita del mondiale 2006 contro la Costa Rica, in cui Kaviedes, dopo aver segnato il terzo goal a favore dell’Ecuador, tirò fuori dai pantaloncini e si mise una maschera gialla, simile a quella di Spiderman, in memoria di Otilino Tenorio, un suo caro compagno e amico, morto in un tragico incidente poco tempo prima.

## Statistiche

### Cronologia presenze e reti in nazionale
| Cronologia completa delle presenze e delle reti in nazionale ― Ecuador | Cronologia completa delle presenze e delle reti in nazionale ― Ecuador | Cronologia completa delle presenze e delle reti in nazionale ― Ecuador | Cronologia completa delle presenze e delle reti in nazionale ― Ecuador | Cronologia completa delle presenze e delle reti in nazionale ― Ecuador | Cronologia completa delle presenze e delle reti in nazionale ― Ecuador | Cronologia completa delle presenze e delle reti in nazionale ― Ecuador | Cronologia completa delle presenze e delle reti in nazionale ― Ecuador |
| Data                                                                   | Città                                                                  | In casa                                                                | Risultato                                                              | Ospiti                                                                 | Competizione                                                           | Reti                                                                   | Note                                                                   |
| ---------------------------------------------------------------------- | ---------------------------------------------------------------------- | ---------------------------------------------------------------------- | ---------------------------------------------------------------------- | ---------------------------------------------------------------------- | ---------------------------------------------------------------------- | ---------------------------------------------------------------------- | ---------------------------------------------------------------------- |
| 14-10-1998                                                             | Washington                                                             | Brasile                                                                | 5 – 1                                                                  | Ecuador                                                                | Amichevole                                                             | -                                                                      | 46’                                                                    |
| 14-4-1999                                                              | Monterrey                                                              | Messico                                                                | 0 – 0                                                                  | Ecuador                                                                | Amichevole                                                             | -                                                                      | 46’                                                                    |
| 22-6-1999                                                              | Santiago del Cile                                                      | Cile                                                                   | 0 – 0                                                                  | Ecuador                                                                | Amichevole                                                             | -                                                                      | 70’                                                                    |
| 1-7-1999                                                               | Luque                                                                  | Ecuador                                                                | 1 – 3                                                                  | Argentina                                                              | Coppa America 1999 - 1º turno                                          | 1                                                                      | 46’                                                                    |
| 4-7-1999                                                               | Luque                                                                  | Uruguay                                                                | 2 – 1                                                                  | Ecuador                                                                | Coppa America 1999 - 1º turno                                          | 1                                                                      |                                                                        |
| 7-7-1999                                                               | Luque                                                                  | Colombia                                                               | 2 – 1                                                                  | Ecuador                                                                | Coppa America 1999 - 1º turno                                          | -                                                                      | 86’                                                                    |
| 12-10-1999                                                             | Montevideo                                                             | Uruguay                                                                | 0 – 0                                                                  | Ecuador                                                                | Amichevole                                                             | -                                                                      | 46’                                                                    |
| 8-3-2000                                                               | Quito                                                                  | Ecuador                                                                | 1 – 3                                                                  | Honduras                                                               | Amichevole                                                             | -                                                                      | Ammonizione                                                            |
| 26-4-2000                                                              | San Paolo                                                              | Brasile                                                                | 3 – 2                                                                  | Ecuador                                                                | Qual. Mondiali 2002                                                    | -                                                                      | 88’                                                                    |
| 3-6-2000                                                               | Asunción                                                               | Paraguay                                                               | 3 – 1                                                                  | Ecuador                                                                | Qual. Mondiali 2002                                                    | -                                                                      | 65’                                                                    |
| 25-6-2000                                                              | Quito                                                                  | Ecuador                                                                | 5 – 0                                                                  | Panama                                                                 | Amichevole                                                             | 3                                                                      |                                                                        |
| 29-6-2000                                                              | Quito                                                                  | Ecuador                                                                | 2 – 1                                                                  | Perù                                                                   | Qual. Mondiali 2002                                                    | -                                                                      | 71’                                                                    |
| 8-10-2000                                                              | Quito                                                                  | Ecuador                                                                | 1 – 0                                                                  | Cile                                                                   | Qual. Mondiali 2002                                                    | -                                                                      | 75’                                                                    |
| 15-11-2000                                                             | Maracaibo                                                              | Venezuela                                                              | 1 – 2                                                                  | Ecuador                                                                | Qual. Mondiali 2002                                                    | 1                                                                      | 68’                                                                    |
| 28-3-2001                                                              | Quito                                                                  | Ecuador                                                                | 1 – 0                                                                  | Brasile                                                                | Qual. Mondiali 2002                                                    | -                                                                      | 88’                                                                    |
| 24-4-2001                                                              | Quito                                                                  | Ecuador                                                                | 2 – 1                                                                  | Paraguay                                                               | Qual. Mondiali 2002                                                    | -                                                                      |                                                                        |
| 2-6-2001                                                               | Lima                                                                   | Perù                                                                   | 1 – 2                                                                  | Ecuador                                                                | Qual. Mondiali 2002                                                    | -                                                                      | 80’                                                                    |
| 2-7-2001                                                               | East Rutherford                                                        | El Salvador                                                            | 0 – 1                                                                  | Ecuador                                                                | Amichevole                                                             | -                                                                      | Uscita                                                                 |
| 7-7-2001                                                               | Miami                                                                  | Honduras                                                               | 1 – 1                                                                  | Ecuador                                                                | Amichevole                                                             | -                                                                      | 68’                                                                    |
| 15-8-2001                                                              | Quito                                                                  | Ecuador                                                                | 0 – 2                                                                  | Argentina                                                              | Qual. Mondiali 2002                                                    | -                                                                      |                                                                        |
| 5-9-2001                                                               | Bogotà                                                                 | Colombia                                                               | 0 – 0                                                                  | Ecuador                                                                | Qual. Mondiali 2002                                                    | -                                                                      | 55’                                                                    |
| 6-10-2001                                                              | La Paz                                                                 | Bolivia                                                                | 1 – 5                                                                  | Ecuador                                                                | Qual. Mondiali 2002                                                    | 1                                                                      | 77’                                                                    |
| 7-11-2001                                                              | Quito                                                                  | Ecuador                                                                | 1 – 1                                                                  | Uruguay                                                                | Qual. Mondiali 2002                                                    | 1                                                                      | 78’                                                                    |
| 14-11-2001                                                             | Santiago del Cile                                                      | Cile                                                                   | 0 – 0                                                                  | Ecuador                                                                | Qual. Mondiali 2002                                                    | -                                                                      | 70’                                                                    |
| 12-2-2002                                                              | Breda                                                                  | Turchia                                                                | 0 – 1                                                                  | Ecuador                                                                | Amichevole                                                             | -                                                                      | 61’                                                                    |
| 27-3-2002                                                              | Guayaquil                                                              | Ecuador                                                                | 3 – 0                                                                  | Bulgaria                                                               | Amichevole                                                             | 2                                                                      | 84’                                                                    |
| 23-5-2002                                                              | Tottori                                                                | Senegal                                                                | 1 – 0                                                                  | Ecuador                                                                | Amichevole                                                             | -                                                                      | 74’                                                                    |
| 9-6-2002                                                               | Sendai                                                                 | Messico                                                                | 2 – 1                                                                  | Ecuador                                                                | Mondiali 2002 - 1º turno                                               | -                                                                      | 15’ 53’                                                                |
| 13-6-2002                                                              | Yokohama                                                               | Ecuador                                                                | 1 – 0                                                                  | Croazia                                                                | Mondiali 2002 - 1º turno                                               | -                                                                      | 76’                                                                    |
| 20-11-2002                                                             | Quito                                                                  | Ecuador                                                                | 2 – 2                                                                  | Costa Rica                                                             | Amichevole                                                             | 1                                                                      |                                                                        |
| 30-4-2003                                                              | Madrid                                                                 | Spagna                                                                 | 4 – 0                                                                  | Ecuador                                                                | Amichevole                                                             | -                                                                      | 27’ 75’                                                                |
| 11-6-2003                                                              | East Rutherford                                                        | Ecuador                                                                | 2 – 2                                                                  | Perù                                                                   | Amichevole                                                             | -                                                                      | 77’                                                                    |
| 30-3-2004                                                              | Buenos Aires                                                           | Argentina                                                              | 1 – 0                                                                  | Ecuador                                                                | Qual. Mondiali 2006                                                    | -                                                                      | 67’                                                                    |
| 10-10-2004                                                             | Quito                                                                  | Ecuador                                                                | 0 – 2                                                                  | Cile                                                                   | Qual. Mondiali 2006                                                    | 1                                                                      | 90’                                                                    |
| 14-10-2004                                                             | San Cristóbal                                                          | Venezuela                                                              | 3 – 1                                                                  | Ecuador                                                                | Qual. Mondiali 2006                                                    | -                                                                      | 65’                                                                    |
| 17-11-2004                                                             | Quito                                                                  | Ecuador                                                                | 1 – 0                                                                  | Brasile                                                                | Qual. Mondiali 2006                                                    | -                                                                      | 74’                                                                    |
| 26-1-2005                                                              | Ambato                                                                 | Ecuador                                                                | 2 – 0                                                                  | Panama                                                                 | Amichevole                                                             | -                                                                      | 46’                                                                    |
| 29-1-2005                                                              | Babahoyo                                                               | Ecuador                                                                | 2 – 0                                                                  | Panama                                                                 | Amichevole                                                             | -                                                                      | Uscita                                                                 |
| 9-2-2005                                                               | Viña del Mar                                                           | Cile                                                                   | 1 – 2                                                                  | Ecuador                                                                | Amichevole                                                             | -                                                                      | 58’                                                                    |
| 27-3-2005                                                              | Quito                                                                  | Ecuador                                                                | 5 – 2                                                                  | Paraguay                                                               | Qual. Mondiali 2006                                                    | -                                                                      | 78’                                                                    |
| 29-12-2005                                                             | Il Cairo                                                               | Uganda                                                                 | 2 – 1                                                                  | Ecuador                                                                | LG Cup 2005 (Egitto) - Finale 3º posto                                 | 1                                                                      | 75’                                                                    |
| 24-5-2006                                                              | East Rutherford                                                        | Colombia                                                               | 1 – 1                                                                  | Ecuador                                                                | Amichevole                                                             | -                                                                      | 62’                                                                    |
| 28-5-2006                                                              | Madrid                                                                 | Macedonia                                                              | 2 – 1                                                                  | Ecuador                                                                | Amichevole                                                             | -                                                                      | 46’                                                                    |
| 9-6-2006                                                               | Gelsenkirchen                                                          | Ecuador                                                                | 2 – 0                                                                  | Polonia                                                                | Mondiali 2006 - 1º turno                                               | -                                                                      | 66’                                                                    |
| 15-6-2006                                                              | Amburgo                                                                | Ecuador                                                                | 3 – 0                                                                  | Costa Rica                                                             | Mondiali 2006 - 1º turno                                               | 1                                                                      | 73’                                                                    |
| 20-6-2006                                                              | Berlino                                                                | Germania                                                               | 3 – 0                                                                  | Ecuador                                                                | Mondiali 2006 - 1º turno                                               | -                                                                      |                                                                        |
| 25-6-2006                                                              | Stoccarda                                                              | Inghilterra                                                            | 1 – 0                                                                  | Ecuador                                                                | Mondiali 2006 - Ottavi di finale                                       | -                                                                      | 72’                                                                    |
| 6-9-2006                                                               | East Rutherford                                                        | Ecuador                                                                | 1 – 1                                                                  | Perù                                                                   | Amichevole                                                             | -                                                                      | 88’                                                                    |
| 23-5-2007                                                              | New York                                                               | Ecuador                                                                | 1 – 1                                                                  | Irlanda                                                                | Amichevole                                                             | -                                                                      | 77’                                                                    |
| 6-6-2007                                                               | Barcellona                                                             | Perù                                                                   | 0 – 2                                                                  | Ecuador                                                                | Amichevole                                                             | -                                                                      | 46’                                                                    |
| 18-11-2007                                                             | Asunción                                                               | Paraguay                                                               | 5 – 1                                                                  | Ecuador                                                                | Qual. Mondiali 2010                                                    | 1                                                                      | 64’                                                                    |
| 21-11-2007                                                             | Quito                                                                  | Ecuador                                                                | 5 – 1                                                                  | Perù                                                                   | Qual. Mondiali 2010                                                    | 1                                                                      | 69’                                                                    |
| 7-5-2010                                                               | East Rutherford                                                        | Ecuador                                                                | 0 – 0                                                                  | Messico                                                                | Amichevole                                                             | -                                                                      | 86’                                                                    |
| 16-5-2010                                                              | Seul                                                                   | Corea del Sud                                                          | 2 – 0                                                                  | Ecuador                                                                | Amichevole                                                             | -                                                                      |                                                                        |
| 2-9-2011                                                               | Quito                                                                  | Ecuador                                                                | 5 – 2                                                                  | Giamaica                                                               | Amichevole                                                             | -                                                                      | 72’                                                                    |
| 6-9-2011                                                               | Quito                                                                  | Ecuador                                                                | 4 – 0                                                                  | Costa Rica                                                             | Amichevole                                                             | -                                                                      | 80’                                                                    |
| Totale                                                                 |                                                                        | Presenze                                                               | 56                                                                     |                                                                        | Reti                                                                   | 16                                                                     |                                                                        |

## Palmarès

### Club

#### Competizioni nazionali
- Supercoppa di Portogallo: 1

Porto: 2001

#### Competizioni internazionali
- Coppa Libertadores: 1

LDU Quito: 2008

### Individuale
- Capocannoniere del campionato ecuadoriano: 1

1998 (43 gol)